# 李凌雲 (嘉靖進士)
李凌雲（1513年—？），字子鵬，河南開封府鈞州（今禹州市）人，民籍，明朝政治人物。同進士出身。

## 生平
嘉靖十三年（1534年）甲午科河南鄉試第十名，嘉靖十七年（1538年）戊戌科進士。初授兵部主事，历员外郎中，出為重庆府知府，升湖广兵备副使，补天津兵备，再升山西右参政，辞官归乡，卒于家。
有《宦游稿》。

## 家族
曾祖李剛；祖父李全；父李延，以子李乘雲封監察御史。母周氏（封孺人）。具慶下。兄李乘雲（監察御史）、李登雲（大理寺右評事）。弟披雲、望雲、慶雲、燦雲。